# Fița Lovin
Fița Lovin (născută Rafira, n. 14 ianuarie 1951, Braniștea, Regiunea Galați, România) este o fostă atletă română, laureată cu bronz la Los Angeles 1984 la proba de 800 m.

## Biografie
Este multiplă campioană națională în probele de 800 m, 1500 m și cros. La Campionatul Mondial de Cros din 1978 a câștigat medalia de aur cu echipa României (Natalia Mărășescu, Maricica Puică, Georgeta Gazibara, Antoaneta Iacob). Anul următor a cucerit medalia de bronz la 800 m atât la Campionatul European în sală de la Viena cât și la Universiada de la Ciudad de México. În 1980 ea a participat la Jocurile Olimpice de la Moscova dar nu a a reușit să se califice în finală.
La Campionatul Mondial de Cros din 1982 sportiva a câștigat medalia de argint. În anul 1984 a cucerit titlul european la Campionatul European în sală de la Göteborg la 1500 m. La Jocurile Olimpice de la Los Angeles a obținut bronzul la 800 m în urma Doinei Melinte și a americancei Kim Gallagher cu toate că a avut dureri grave de călcâi. Anul următor a cucerit medalia de argint la Campionatul European în sală și medalia de bronz la Campionatul Mondial de Cros cu echipa României (Elena Fidatov, Paula Ilie, Mariana Stănescu).
Fița Lovin s-a retras din sport în anul 1986. Apoi a fost antrenoare la CSU Galați și director al Direcție Județene pentru Sport Galați.
În 1970 a primit titlul de Maestră a Sportului și pe cel de Maestră Emerită a Sportului în 1984. În 2000 i-a fost conferită Crucea Națională „Serviciul Credincios” clasa I și în 2004 a primit Ordinul Meritul Sportiv clasa I.

## Realizări
| An   | Competiție                   | Locație                    | Loc | Eveniment  | Note    |
| ---- | ---------------------------- | -------------------------- | --- | ---------- | ------- |
| 1977 | Universiada                  | Sofia, Bulgaria            | 4   | 800 m      | 1:59,0  |
| 1978 | Campionatul Mondial de Cros  | Glasgow, Scoția            | 26  | individual | 17:55   |
| 1978 | Campionatul Mondial de Cros  | Glasgow, Scoția            | 1   | echipe     | 17:55   |
| 1978 | Campionatul European         | Praga, Cehoslovacia        | 8   | 800 m      | 1:58,82 |
| 1979 | Campionatul European în sală | Viena, Austria             | 3   | 800 m      | 2:03,1h |
| 1979 | Universiada                  | Ciudad de México, Mexic    | 3   | 800 m      | 2:00,81 |
| 1980 | Campionatul European în sală | Sindelfingen, Germania     | 7   | 800 m      | 2:06,4h |
| 1980 | Jocurile Olimpice            | Moscova, URSS              | 9   | 800 m      | 1:59,11 |
| 1982 | Campionatul Mondial de Cros  | Roma, Italia               | 2   | individual | 14:40,5 |
| 1983 | Campionatul Mondial de Cros  | Gateshead, Anglia          | 8   | individual | 14:40,5 |
| 1983 | Campionatul Mondial de Cros  | Gateshead, Anglia          | 5   | echipe     | 14:40,5 |
| 1984 | Campionatul European în sală | Göteborg, Suedia           | 1   | 1500 m     | 4:10,03 |
| 1984 | Jocurile Olimpice            | Los Angeles, Statele Unite | 3   | 800 m      | 1:58,83 |
| 1984 | Jocurile Olimpice            | Los Angeles, Statele Unite | 9   | 1500 m     | 4:09,11 |
| 1985 | Campionatul European în sală | Pireu, Grecia              | 2   | 1500 m     | 4:03,46 |
| 1985 | Campionatul Mondial de Cros  | Lisabona, Portugalia       | 4   | individual | 15:35   |
| 1985 | Campionatul Mondial de Cros  | Lisabona, Portugalia       | 3   | echipe     | 15:35   |

## Recorduri personale
| Probă        | Performanță | Dată              | Locație   |
| ------------ | ----------- | ----------------- | --------- |
| 800 m        | 1:56,67     | 12 iunie 1980     | Moscova   |
| 1500 m       | 4:00,12     | 4 iunie 1983      | București |
| 800 în sală  | 2:00,74     | 13 februarie 1982 | Sofia     |
| 1500 în sală | 4:03,46     | 3 martie 1985     | Pireu     |